# 美並村立下川小学校三戸分校
美並村立下川小学校三戸分校（みなみそんりつ しもかわしょうがっこう　みとぶんこう）は、かつて岐阜県郡上郡美並村（現・郡上市）に存在した公立小学校の分校。

## 概要
- 美並村立下川小学校の分校であり、校区は郡上郡美並村三戸（旧・郡上郡下川村三戸）であった。1970年廃校。
- 校舎は三城小学校三戸分教室として、1971年3月25日まで使用された。跡地は村営のこばと幼稚園となった後、2018年現在、美並北部コミュニティセンターとなっている。

## 沿革
- 1898年（明治31年）
  - 3月 - 下川尋常小学校三戸分校として開校。
  - 9月 - 白山尋常高等小学校三戸分校となる。
- 1900年（明治33年） - 白山尋常高等小学校三戸分教場に改称する。
- 1904年（明治37年） - 農業補習学校を併設。
- 1941年（昭和16年）
  - 4月1日 - 白山国民学校三戸分教場に改称する。
  - 5月 - 校舎が火災により全焼。三戸分教場は休止となり、児童は本校で授業を行う。
- 1947年（昭和22年）4月 - 下川村立下川小学校三戸分校に改称する。児童は引き続き本校で授業を行う。
- 1949年（昭和24年）10月 - 校舎が新築され、授業を再開。
- 1954年（昭和29年）11月1日 - 嵩田村と下川村が合併し、美並村が発足。同時に美並村立下川小学校三戸分校に改称する。
- 1955年（昭和30年） - 校区の変更により、高山小学校の児童の一部が転入する。
- 1970年（昭和45年）3月 - 高山小学校と統合し、三城小学校の新設により廃校。三城小学校三戸分教室となる。
- 1971年（昭和46年）3月25日 - 三戸分教室が廃止。